# كاثرين إل. غريغوري
كاثرين إل. غريغوري (بالإنجليزية: Katherine L. Gregory)‏ هي ضابطة أمريكية، ولدت في 27 يناير 1951 في سانت لويس في الولايات المتحدة.